# Смирнов Віктор Ілліч
Віктор Ілліч Смирнов (нар. 2 травня 1929, село Рєпище, тепер Максатихинського району Тверської області, Російська Федерація) — радянський діяч, 1-й секретар Калінінського обкому ВЛКСМ, секретар Калінінського обласного комітету КПРС, 2-й секретар ЦК КП Молдавії. Член Бюро ЦК КП Молдавії в 1984—1988 роках. Кандидат у члени ЦК КПРС у 1986—1990 роках. Депутат Верховної Ради СРСР 11-го скликання. Кандидат історичних наук (1975).

## Життєпис
Народився в родині залізничника.
З 1937 року навчався в Малишевській середній школі Калінінської області. Одночасно в 1942—1944 роках працював колгоспником колгоспу імені Ворошилова Малишевської сільради Брусовського району Калінінської області, протягом року був бригадиром. З вересня 1947 по червень 1948 року — секретар комсомольської організації школи. У червні 1948 року закінчив Малишевську середню школу Калінінської області зі срібною медаллю.
У 1948—1950 роках — студент Вишньоволоцького державного вчительського інституту. Одночасно, з вересня 1948 по грудень 1949 року — секретар комсомольської організації інституту.
У серпні 1950—1951 роках — вчитель історії, конституції СРСР та географії Орудовської середньої школи Сандовського району Калінінської області. Одночасно, з вересня 1950 по червень 1951 року — викладач Сандовської районної вечірньої партійної школи. З січня 1951 року — лектор Сандовського районного комітету ВКП(б) Калінінської області.
Член ВКП(б) з 1951 року.
У серпні 1951 — вересні 1952 року — 1-й секретар Сандовського районного комітету ВЛКСМ Калінінської області.
У вересні 1952 — 25 жовтня 1954 року — секретар з кадрів Калінінського обласного комітету ВЛКСМ.
25 жовтня 1954 — 19 травня 1960 року — 1-й секретар Калінінського обласного комітету ВЛКСМ.
У 1958 році закінчив заочну Вищу партійну школу при ЦК КПРС.
У травні 1960 — квітні 1962 року — 1-й секретар Калінінського районного комітету КПРС Калінінської області.
У квітні — вересні 1962 року — партійний організатор Калінінського обласного комітету КПРС Калінінського міжрайонного виробничого колгоспно-радгоспного управління. У вересні — грудні 1962 року — голова організаційного бюро Калінінського міжрайонного виробничого колгоспно-радгоспного управління. У грудні 1962 — січні 1963 року — секретар партійного комітету Калінінського міжрайонного виробничого колгоспно-радгоспного управління.
У січні 1963 — грудні 1964 року — секретар Калінінського сільського обласного комітету КПРС — завідувач ідеологічного відділу.
У грудні 1964 — січні 1966 року — завідувач відділу партійних органів Калінінського обласного комітету КПРС.
У січні 1966 — жовтні 1974 року — секретар Калінінського обласного комітету КПРС з ідеології.
У 1967 році закінчив заочно Калінінський сільськогосподарський технікум.
У жовтні 1974—1975 роках — слухач спеціальної групи Академії суспільних наук при ЦК КПРС у Москві.
У серпні 1975 — серпні 1984 року — завідувач середньоазіатського сектора відділу організаційно-партійної роботи ЦК КПРС.
14 серпня 1984 — 5 листопада 1988 року — 2-й секретар ЦК КП Молдавії.
З листопада 1988 року — персональний пенсіонер союзного значення в місті Москві.
11 січня 1989 року заарештований за звинуваченням в отриманні хабарів, 22 травня 1989 року справу припинено через відсутність у його діях складу злочину і Смирнова звільнено з-під варти.
Проживав у Москві. Автор праць по аграрній історії Тверської області. Ініціатор створення «Пушкінського кільця Верхньоволжжя».

## Нагороди і звання
- орден Леніна (1984)
- орден Трудового Червоного Прапора (1971)
- два ордени «Знак Пошани» (1966,)
- медалі